# Батанг (повіт)
30°01′ пн. ш. 99°15′ сх. д. / 30.02° пн. ш. 99.25° сх. д.
Батанг (кит. 巴塘县, пін. Bātáng Xiàn) — один із повітів КНР у складі Гарцзе-Тибетської автономної префектури, провінція Сичуань. Адміністративний центр — містечко Батанг.

## Географія
Батанг лежить у долині між горами Шалулішань на сході і річкою Цзіньша на заході.

### Клімат
Повіт знаходиться у зоні, котра характеризується океанічним кліматом субтропічних нагір'їв. Найтепліший місяць — червень із середньою температурою 20,4 °C. Найхолодніший місяць — грудень, із середньою температурою 4,6 °С.
| Клімат повіту Батанг                               | Клімат повіту Батанг | Клімат повіту Батанг | Клімат повіту Батанг | Клімат повіту Батанг | Клімат повіту Батанг | Клімат повіту Батанг | Клімат повіту Батанг | Клімат повіту Батанг | Клімат повіту Батанг | Клімат повіту Батанг | Клімат повіту Батанг | Клімат повіту Батанг | Клімат повіту Батанг |
| Показник                                           | Січ.                 | Лют.                 | Бер.                 | Квіт.                | Трав.                | Черв.                | Лип.                 | Серп.                | Вер.                 | Жовт.                | Лист.                | Груд.                | Рік                  |
| Середній максимум, °C                              | 14,3                 | 16,9                 | 19,9                 | 22,6                 | 26,6                 | 28,9                 | 27,8                 | 27,4                 | 25,9                 | 23,1                 | 18,6                 | 14,7                 | 22,2                 |
| Середня температура, °C                            | 4,8                  | 7,8                  | 10,9                 | 13,9                 | 17,9                 | 20,4                 | 19,9                 | 19,3                 | 17,3                 | 13,6                 | 8,4                  | 4,6                  | 13,2                 |
| Середній мінімум, °C                               | −2,8                 | 0,1                  | 3,5                  | 6,8                  | 10,8                 | 14,3                 | 14,8                 | 14,4                 | 12,1                 | 6,8                  | 0,9                  | −2,9                 | 6,6                  |
| Норма опадів, мм                                   | 0.1                  | 1.4                  | 6.9                  | 19.6                 | 35.2                 | 77.9                 | 131                  | 114.7                | 76                   | 20.9                 | 3.2                  | 0.4                  | 487.3                |
| Вологість повітря, %                               | 28                   | 27                   | 33                   | 40                   | 43                   | 53                   | 65                   | 66                   | 65                   | 52                   | 39                   | 32                   | 45                   |
| -------------------------------------------------- | -------------------- | -------------------- | -------------------- | -------------------- | -------------------- | -------------------- | -------------------- | -------------------- | -------------------- | -------------------- | -------------------- | -------------------- | -------------------- |
| Джерело: Дані метеостанції №56247 (КНР, 1991-2020) |                      |                      |                      |                      |                      |                      |                      |                      |                      |                      |                      |                      |                      |